# Map24
Map24 war ein Online-Routenplaner des deutschen Unternehmens MapSolute. MapSolute wurde 1996 gegründet und gewann 2004 mit Map24 einen der Webby Awards. 2007 wurde MapSolute (und damit die Rechte an Map24) von Navteq gekauft. Map24 wurde in Navteq Map24 umbenannt. Im September 2011 wurde Map24 von Nokia eingestellt und durch Nokia Maps ersetzt.
Map24 war auf die Benutzung mittels Webbrowser ausgelegt. Man konnte nicht nur Straßenkarten ansehen und Routen planen, auch eine Suche nach sogenannten Points of Interest wie Orten und Adressen und die Anzeige dieser auf der Karte waren möglich. Die Karte konnte mit der Maus in Echtzeit verschoben und skaliert werden. Es konnten standortbezogene Informationen wie Staus, Restaurants, Tankstellen und Radarfallen angezeigt werden.
Seit Mitte Oktober 2006 waren Satelliten- bzw. Luftbilder verfügbar, die sowohl alleine als auch in Verbindung mit der Karte angezeigt werden konnten. Der Routenplaner unterschied sich von anderen, wie ViaMichelin oder Map&Guide, darin, dass die Route in ganzen Sätzen erklärt wurde und nicht, wie bei den Konkurrenten, nur stichwortartig beschrieben wurde. Seit Mitte Oktober 2007 war es möglich, sich auf der interaktiven Karte das Wetter einblenden zu lassen.

## Technologie
Map24 hob sich von seinen Mitbewerbern dadurch ab, dass die geographischen Daten nicht als Rastergrafik, sondern als Vektorgrafik übertragen wurden. Dies reduzierte die zu übertragenden Datenvolumina. So konnten Karten schneller als bei anderen Anbietern wie Google Maps geladen werden. Auch das Zoomen in die Karte wurde dadurch flüssiger.
Im Unterschied zu anderen Kartenanbietern bot Map24 ein Java-Applet zur Handhabung und Anzeige der Daten. Das Java-Applet konnte zusätzlich geladen werden und bot dann erweiterte Funktionen. Ein Flug über die geplante Route war genauso möglich wie die Ansicht der Karte aus beliebigen Blickwinkeln.
Seit Mitte Mai 2006 gab es eine Ajax-API, mit der Karten auch in andere Webseiten integriert und mit spezifischem Inhalt versehen werden können.